# Ultrarrealista
Ultrarrealista (em francês: ultraroyaliste, sendo coletivamente referidos como Ultras) foi um grupo político francês que esteve em atividade de 1815 a 1830 sob a Restauração Bourbon. Os ultras costumavam ser membros da nobreza da alta sociedade que apoiavam fortemente a monarquia Bourbon, hierarquia tradicional entre as classes, sufrágio censitário e serem contrários à vontade popular e os interesses da burguesia e suas tendências liberais e democráticas.
Os Legitimistas, outro dos principais ramos da direita identificados na obra clássica de René Rémond,  Les Droites en France, foram classificados de maneira depreciativa com os ultras após a Revolução de Julho de 1830 pelos vencedores orleanistas, que depuseram a dinastia Bourbon e colocaram em seu lugar o rei liberal Luís Filipe.

## Terror Branco
Após o retorno de Luís XVIII ao poder em 1815, pessoas suspeitas de terem laços com os governos da Revolução Francesa ou de Napoleão foram presas. Várias centenas foram mortas por multidões enfurecidas ou executadas após um rápido julgamento em cortes marciais. Esses episódios aconteceram principalmente no sul da França.
O historiador John Baptist Wolf argumenta que os ultrarrealistas — muitos dos quais haviam acabado de voltar do exílio — estavam preparando uma contra-revolução contra a Revolução Francesa e também contra a revolução de Napoleão.
Em todo o Midi — em Provença, Avignon, Languedoc e muitos outros lugares — o Terror Branco se enfureceu com ferocidade implacável. Os monarquistas encontraram na vontade dos franceses de abandonar o rei uma nova prova de sua teoria de que a nação estava alvejada por traidores, e usavam todos os meios para procurar e destruir seus inimigos. O governo não tinha poder nem estava disposto a intervir.